# Чешское информационное агентство
Чешское информационное агентство (чеш. Česká tisková kancelář, англ. Czech News Agency), сокращённо ЧТК (чеш. ČTK), также известное как Чешское агентство печати (англ. Czech Press Agency) — национальное информационное агентство Чешской Республики, публикующее важнейшие новости на чешском и английском языках. Основано 28 октября 1918 года как Чехословацкое агентство печати или Чехословацкое телеграфное агентство (чеш. Československá tisková kancelář). До 1 января 2011 года осуществляло также публикации на словацком языке.

## История
Чехословацкое телеграфное агентство было создано 28 октября 1918 года, в день образования государства Чехословакия. Оно было передано в ведение государства и оставалось таковым не только в межвоенные годы, но и во время гитлеровской оккупации и при правлении Коммунистической партии Чехословакии. В 1989 году после Бархатной революции правительство отказалось от дальнейшего влияния на редакторскую политику (т.е. от цензуры).
1 января 1993 года, после распада Чехословакии агентство было переименовано из «Чехословацкого» в «Чешское». Государственные субсидии с 1996 года оно не получает. В настоящее время управление осуществляется советом из семи человек, избираемых Палатой депутатов Чехии: все семеро не должны заниматься политической деятельностью. Бывший словацкий филиал Чешского телеграфного агентства ныне называется TASR.
Агентство неоднократно выигрывало премию для фоторепортёров Czech Press Photo в различных номинациях, однако только в 2013 году фотожурналист Михал Камарыт (чеш. Michal Kamaryt) был удостоен главного приза за фотографию министра Давида Рата, арестованного по обвинению в нарушениях антикоррупционного законодательства. Неоднократным лауреатами в области лучших спортивных фотографий становились Михал Камарыт в 2011 году, Роман Вондроуш (чеш. Roman Vondrouš) в 2012 и 2014 годах. С 2014 года организаторами премии вручается и фирменная премия ČTK (первым лауреатом стал Карел Цудлин за фотографию событий на Евромайдане). В 2019 году журналисты ЧТК довели число своих первых призов за лучшие фотоматериалы до 17 благодаря фотографии оперной певицы Сони Червена (автор Катержина Шулова) и совместному фото Андрея Бабиша и Дональда Трампа в Белом доме.

## Деятельность
Согласно Закону о Чешском информационном агентстве от 1992 года, целями его работы являются предоставление объективной и исчерпывающей информации для обеспечения свободы слова и самовыражения. Агентство предоставляет как информацию в виде текстовых печатных сообщений, так и визуальные (фото и видео) репортажи о событиях в Чешской Республике и за рубежом. Деятельность ЧТК определяется внутренним Кодексом, принятым в 1993 году. В составе ČTK присутствуют 14 филиалов по всей Чехии, также работают иностранные корреспонденты в трёх странах. ČTK сотрудничает с международными информационными агентствами Reuters, Associated Press, Франс-Пресс, ТАСС, DPA, ANSA, EFE и другими агентствами.

## Главные редакторы
- Ян Хайшман[чеш.] (1918)
- Эмиль Чермак[чеш.] (1920–1930)
- Ладислав Тварожек (1930–1939)
- Милош Новотный (1939–1945)
- Франтишек Бауэр[чеш.] (1945–1948)
- Вацлав Коржинек (1950–1952)
- Бедржих Ворел (1952–1955)
- Адольф Градецкий (1955–1959)
- Ярослав Шмид (1959–1961)
- Мирослав Сулек (1962–1969)
- Йиндржих Сук (1968–1969)
- Отакар Сверчина[чеш.] (1969–1989)
- Отто Чмолик (1989)
- Алеш Бенда (1989–1990)
- Петр Уль (1990–1992)
- Томаш Корпжива[чеш.] (1992–1993)
- Милан Стибрал (1993–2011)
- Иржи Майстр[чеш.] (2011-)